# Protactinium(IV)-chlorid
Protactinium(IV)-chlorid ist eine chemische Verbindung des Protactiniums aus der Gruppe der Chloride.

## Darstellung
Protactinium(IV)-chlorid kann durch Reduktion von Protactinium(V)-chlorid mit Wasserstoff oder Aluminium bei 400 °C gewonnen werden.
{\displaystyle {\ce {2 PaCl5 + H2 -> 2 PaCl4 + 2 HCl}}}
{\displaystyle {\ce {3 PaCl5 + Al -> 3 PaCl4 + AlCl3}}}
Er kann auch durch Reaktion von Protactinium(IV)-oxid mit Tetrachlorkohlenstoff dargestellt werden.
{\displaystyle {\ce {PaO2 + 2 CCl4 -> PaCl4 + 2 COCl2}}}
Er entsteht auch bei der thermischen Zersetzung von Protactiniumoxidchlorid bei 550 °C im Vakuum.
{\displaystyle {\ce {2 PaOCl2 -> PaCl4 + PaO2}}}

## Eigenschaften
Protactinium(IV)-chlorid ist ein gelbgrüner, hygroskopischer, kristalliner Feststoff, der bei 400 °C im Vakuum sublimierbar ist. Es ist löslich in starken Mineralsäuren, wobei sich grüne Lösungen bilden. Mit Acetonitril entsteht der Komplex PaCl4·4CH3CN. Es besitzt eine tetragonale Kristallstruktur mit der Raumgruppe I41/amd (Raumgruppen-Nr. 141) und den Gitterparametern a = 837,7 pm, c = 747,9 pm vom Uran(IV)-chlorid-Typ.